# 湯米·勞倫斯
湯瑪斯·約翰斯通·勞倫斯（英語：Thomas Johnstone Lawrence，1940年5月14日—2018年1月10日），蘇格蘭職業足球運動員，在1950年代至1970年代擔任利物浦和特蘭米爾的守門員。他在利物浦效力了14年，在聯賽中出場超過300場，並在1960年代代表蘇格蘭参加了三場國際比赛。他被認為是蘇格蘭歷史上最偉大的守門員之一。

## 早年
勞倫斯1940年5月14日出生于艾爾郡戴利，为法蘭克·勞倫斯和魯比·勞倫斯之子。在湯米童年時，勞倫斯一家就搬到了英格蘭西北部柴郡的卡尔切斯。完成學業後，他到電線製造商萊蘭茲（Rylands）的工廠工作，爾後以業餘身份加入沃靈頓鎮足球隊。

## 俱乐部生涯

### 利物浦
1957年，17歲的勞倫斯被利物浦隊簽下，当时利物浦主教练为菲爾·泰勒，球队还在英格蘭乙組聯賽中竞逐。1959年，比爾·辛奇利接任主教練，球队于1962年升上甲級聯賽。1962-63賽季，首发守门员吉姆·弗内尔在训练中手指受伤，22岁的劳伦斯于1962年10月27日在山楂球场对阵西布朗維奇的比赛中首次先發出場。此场比赛利物浦以0-1落敗，但香克利认可其能力，劳伦斯在赛季后续比赛中继续担任首发。他第一場零封對手是在十天之后，利物浦以5-0擊敗萊頓東方。勞倫斯还帮助球队在足總盃中打進半決賽，但最终以0-1负于萊斯特城。利物浦以第8名的成绩结束了重返甲級聯賽的第一個賽季，而其宿敵艾佛頓则贏得了该赛季聯賽冠軍。
在随后的1963-64賽季，利物浦签入了彼得·汤普森等球员。勞倫斯在赛季中首发登场40次，在最后一轮面对阿森纳的比赛中扑出喬治·伊斯漢姆主罚的点球，帮助球队在升入甲級聯賽的第二个赛季以領先曼聯四分的成績赢得聯賽冠軍。
1964-65賽季，勞倫斯和利物浦未能再現上賽季的輝煌，最終排名第七，落後冠軍曼聯17分。然而，利物浦闖入了1965年足總盃決賽，在溫布利球場對陣里茲聯。這是利物浦自1950年以来首次進入足總盃決賽，此前他們從未获得过该獎盃。雙方在晉級到決賽前都只丢了两球。勞倫斯在90分鐘的例行時間內保持零封，但利物浦也未能進球，因此比賽進入延長賽。加時賽到第3分鐘，羅傑·亨特為利物浦首進一球，但2分鐘後比利·布藍拿就扳平了比分。比賽第113分鐘，伊恩·聖約翰头球破門，為利物浦贏得了首個足總盃冠军。
在接下来的賽季中，紅軍再次找到了聯賽狀態，以6分的優勢戰勝里茲聯隊贏得了1965-66賽季冠軍，还打入了欧洲优胜者杯决赛，但最终在咸普頓公園球場以1-2负于多特蒙德。1967年，香克利自斯肯索普聯隊引入年輕門將雷·克萊門斯，不过勞倫斯在三年间继续保持了其首发地位。1968-69赛季，劳伦斯还创造了42场比赛仅失24球的记录。隨著隊員們年齡的增長，利物浦的實力開始下滑。1970年2月21日，利物浦在足總盃第六輪以0-1敗於当时位处乙組聯賽的沃特福德，香克利将这场失利归咎于劳伦斯。他和兩位外野球員羅恩·伊茲、伊恩·聖約翰随后被球隊除名，門將之位由克莱門斯取而代之。之後勞倫斯只為利物浦出賽過一次，至1971年离队。

### 特蘭米爾和退役
在為利物浦隊出場390次之後，勞倫斯於1971年11月加盟特蘭米爾隊。在球员兼教練、前利物浦隊友羅恩·伊茲的領導下，他為特蘭米爾隊效力三年，在聯赛中出場80次。退役前勞倫斯还在佐利參加了非聯賽比賽。

## 國際生涯
在利物浦一线队出赛六场之后，劳伦斯获蘇格蘭U23國家隊征召，代表苏格兰于皮托德里球场以2-0战胜威尔士U23队。在效力利物浦期間，劳伦斯还曾三次代表蘇格蘭隊出賽。1963年6月3日，他在都柏林達利穆恩特公園球場舉行的一場國際友誼賽上首次亮相，該局爱爾蘭隊以1-0獲勝。勞倫斯六年後才獲得第二次和第三次出賽機會，在1970年世界盃預選賽中以1-1战平西德隊，在英國本土錦標賽中以5-3戰勝威爾斯隊。在与威爾斯的比賽中，勞倫斯上半场與横梁相撞受傷，不得不被抬下場，由吉姆·赫里欧替补出场。

## 风格特色
勞倫斯的穩定性和耐力出色，在担任利物浦首发门将的八年时间里，他只缺席过6场比赛。尽管體重超過14英石（89），其灵活的身体使他被球迷戲稱為「飛天豬」（The Flying Pig）。
勞倫斯是清道夫守門員的先驱者之一。他被BBC等媒体誉为最早的清道夫守門員，但亦有观点认为这一称号应归于1950年代的匈牙利守门员格罗希奇·久洛。利物浦的这一战术出自球队在训练中进行的五人足球比赛，香克利鼓励劳伦斯如训练中一样，在球进入对方半场时主动走出禁区。劳伦斯回忆道，一开始在正式比赛中实践这一战术时，球迷每当他走出禁区还会呼喊着叫他回去。

## 个人生活
劳伦斯童年时喜爱的球队为艾爾聯，在搬家至柴郡后，他改为支持保頓流浪。勞倫斯退役後回到了電線工廠，担任质检员工作。他结婚过两次，共育有子女六人。
2015年2月，勞倫斯在街頭無意間接受了BBC記者史都華·福林德斯的採訪，當時記者正在詢問老人是否記得1966-67年足總盃第五輪利物浦和艾佛頓之間的比賽。勞倫斯微笑回答道：「是的，我記得。我有打那一場，我是利物浦的門將。」
勞倫斯于2018年1月10日在沃靈頓去世，享年77歲。

## 榮譽
- 英格蘭足球甲級聯賽（2）：1963–64年，1965–66年[1]
- 英格蘭足總盃（1）：1965年[1]
- 英足總慈善盾（3）：1964年（與西罕共享）、1965年（與曼聯共享）、1966年

## 外部連結
- 湯米·勞倫斯 （页面存档备份，存于）在Thisisanfield.com
- 湯米·勞倫斯 （页面存档备份，存于）在利物浦足球俱乐部
- 湯米·勞倫斯－UEFA國際賽競賽紀錄